# Terry Donahue
Pour les articles homonymes, voir Donahue.
College Football Hall of Fame 2000
Terry Donahue (né le 24 juin 1944 et mort le 4 juillet 2021 à Newport Beach) est un joueur et entraîneur de football américain connu pour avoir été l'entraîneur principal des Bruins d'UCLA de 1976 à 1995. De 2001 à 2005, il a occupé la position de manager général pour les 49ers de San Francisco dans la National Football League (NFL). Il est intronisé au College Football Hall of Fame en tant qu'entraîneur en 2000.  